# Gertrud Gabl
Gertrud Gabl (* 26. August 1948 in St. Anton am Arlberg; † 18. Jänner 1976 ebenda) war eine österreichische Skirennläuferin. Sie feierte sieben Weltcupsiege und gewann in der Saison 1968/69 den Gesamt- und Slalomweltcup.

## Biografie
Gabl kam schon früh zum Skisport, ihr Vater Josef und ihr Onkel Franz waren erfolgreiche Skiläufer. Im Ski-Club Arlberg erkannte man rasch ihr Talent und bald stieg sie in den Tiroler Landeskader und später in das Nationalteam auf.
Nach mehreren Erfolgen im Nachwuchsbereich, u. a. Slalomsieg bei den Österreichischen Jugendmeisterschaften in Grafenast bei Schwaz, gewann sie 1967 die österreichischen Meisterschaften im Slalom und in der Kombination. Im selben Winter holte sie auch ihre ersten Punkte im Weltcup. Der Durchbruch gelang ihr in der Saison 1968. Nachdem sie fünf Tage zuvor mit Platz zwei im Slalom des Staufenpokals in Oberstaufen erstmals auf das Podest gefahren war, gewann sie am 11. Jänner 1968 ihr erstes Weltcuprennen, den Slalom der SDS-Rennen in Grindelwald. Bei den Olympischen Spielen in Grenoble erreichte die Medaillenkandidatin aber keine Spitzenresultate. Im Slalom fiel sie aus, im Riesenslalom und in der Abfahrt belegte sie nur die Plätze neun und zwölf. Im Weltcup allerdings siegte sie zu Saisonende in den beiden Rennen von Heavenly Valley und erreichte damit in der Gesamtwertung noch den siebenten Platz, im Slalom wurde sie punktegleich mit der Französin Florence Steurer Zweite.

### Weltcup-Gesamt- und -Slalom-Disziplinen-Sieg
Die Saison 1968/69 wurde ihre erfolgreichste. Mit drei Slalomsiegen und einem Riesenslalomsieg gewann Gabl nicht nur den Slalomweltcup, sondern wurde auch zu Österreichs erster Gesamtweltcupsiegerin. Dass dies im selben Jahr auch bei den Herren dem ebenfalls aus St. Anton stammenden Karl Schranz gelang, ist bis heute einzigartig im Skiweltcup. Auch einige Wettkämpfe, die nicht (oder nur zum Teil) zum Weltcup zählten, gewann Gabl in diesem Winter, so zum Beispiel den Slalom und (dank Rang acht in der Weltcup-Abfahrt) die Kombination des Ende Januar in ihrem Heimatort durchgeführten Arlberg-Kandahar-Rennens.
In der Saison 1969/70 konnte Gabl an ihre Vorjahreserfolge bei weitem nicht anschließen und fiel auf den 16. Rang im Gesamtweltcup zurück. Beim Saisonhöhepunkt, den Weltmeisterschaften in Gröden, verpasste sie mit Rang vier im Slalom und Rang fünf im Riesenslalom zweimal nur knapp das Podest. Vor der Saison 1970/71 entschloss sie sich zur Fortsetzung ihrer Läuferkarriere. Sie erreichte wieder mehrere Podestplätze und verbesserte sich auf den neunten Platz im Gesamtweltcup, im Riesenslalom wurde sie Gesamt-Vierte. Im folgenden Winter aber verschlechterten sich ihre Ergebnisse wieder und auch bei den Olympischen Spielen in Sapporo hatte sie keinen Erfolg. Sowohl den Slalom als auch den Riesenslalom konnte sie nicht beenden.
Nach dieser für sie enttäuschenden Saison trat Gabl im Alter von nur 23 Jahren vom Spitzensport zurück und heiratete kurz darauf einen deutschen Geschäftsmann. Am 18. Jänner 1976 war sie mit ihm zusammen an den Hängen des Vorderen Rendl bei St. Anton auf einer Skitour unterwegs, als sich eine Lawine löste. Gabl wurde verschüttet und konnte nur noch tot geborgen werden.

## Erfolge

### Olympische Winterspiele
- Grenoble 1968: 9. Riesenslalom, 12. Abfahrt

### Weltmeisterschaften
- Gröden 1970: 4. Slalom, 5. Riesenslalom

### Weltcupwertungen
Gertrud Gabl gewann in der Saison 1968/69 den Gesamtweltcup sowie die Disziplinenwertung im Slalom.
| Saison  | Gesamt | Gesamt | Abfahrt | Abfahrt | Riesenslalom | Riesenslalom | Slalom | Slalom |
| Saison  | Platz  | Punkte | Platz   | Punkte  | Platz        | Punkte       | Platz  | Punkte |
| ------- | ------ | ------ | ------- | ------- | ------------ | ------------ | ------ | ------ |
| 1967    | 18.    | 20     | –       | –       | 19.          | 2            | 11.    | 18     |
| 1968    | 7.     | 121    | –       | –       | 4.           | 51           | 2.     | 70     |
| 1968/69 | 1.     | 131    | 19.     | 3       | 3.           | 53           | 1.     | 75     |
| 1969/70 | 16.    | 45     | –       | –       | 13.          | 20           | 15.    | 25     |
| 1970/71 | 9.     | 87     | –       | –       | 4.           | 50           | 8.     | 37     |
| 1971/72 | 19.    | 23     | –       | –       | 19.          | 8            | 12.    | 15     |

### Weltcupsiege
| Datum            | Ort             | Land             | Disziplin    |
| ---------------- | --------------- | ---------------- | ------------ |
| 11. Jänner 1968  | Grindelwald     | Schweiz          | Slalom       |
| 5. April 1968    | Heavenly Valley | USA              | Riesenslalom |
| 6. April 1968    | Heavenly Valley | USA              | Slalom       |
| 4. Jänner 1969   | Oberstaufen     | Deutschland      | Slalom       |
| 7. Jänner 1969   | Grindelwald     | Schweiz          | Slalom       |
| 16. Februar 1969 | Vysoké Tatry    | Tschechoslowakei | Riesenslalom |
| 17. Februar 1969 | Vysoké Tatry    | Tschechoslowakei | Slalom       |

### Österreichische Meisterschaften
Gertrud Gabl wurde fünfmal österreichische Meisterin:
- Slalom: 1967, 1968, 1969
- Riesenslalom: 1968
- Kombination: 1967

## Ehrungen

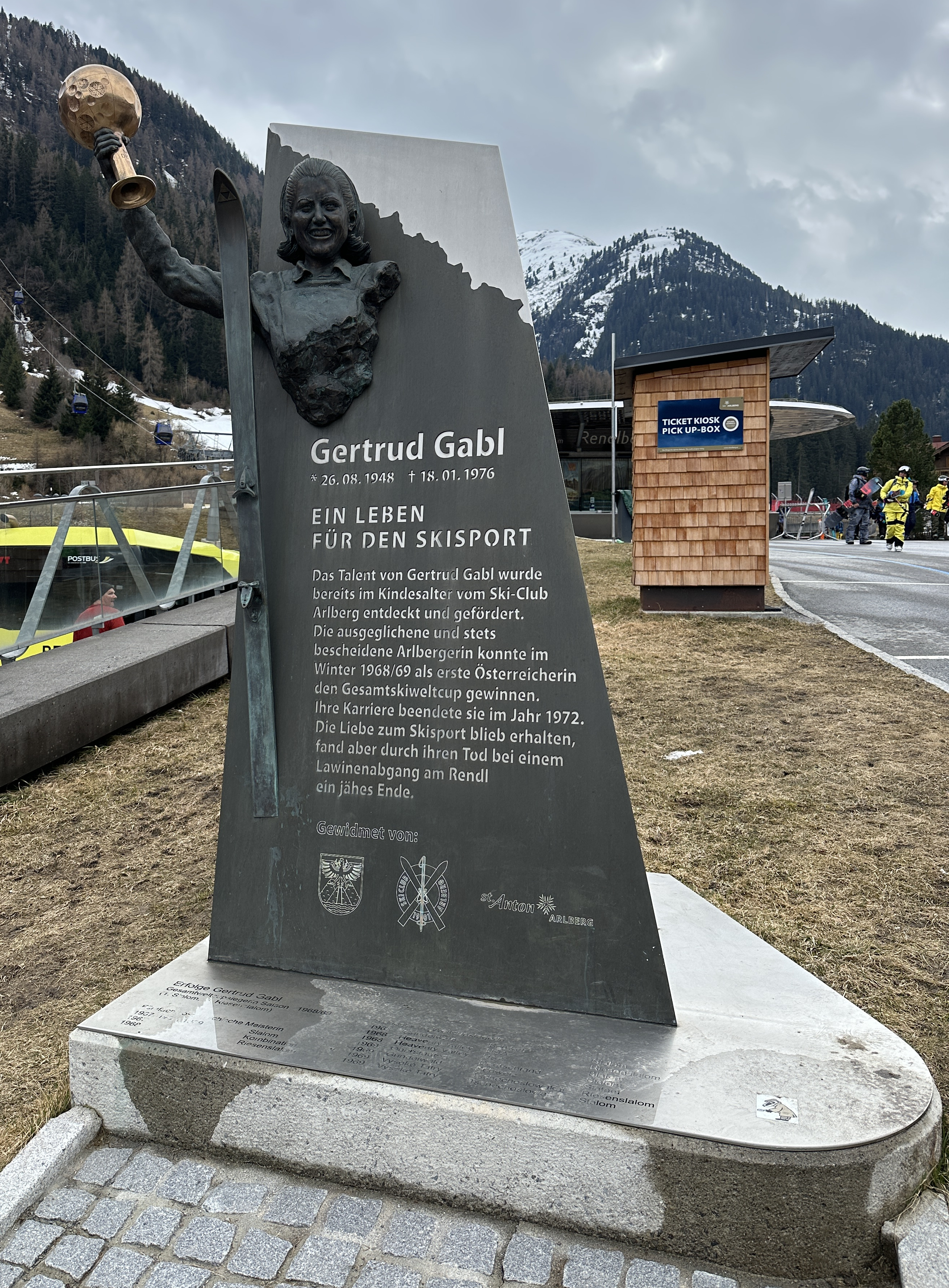
Skulptur in St. Anton

- In St. Anton erinnern an die erste österreichische Gesamtweltcupsiegerin:
  - der Gertrud-Gabl-Weg
  - eine Skulptur bei der Talstation der Rendlbahn[3]